# Automobiles Harris
Automobiles Harris war ein französischer Hersteller von Automobilen.

## Unternehmensgeschichte
Der Brite Murray Harris, der zuvor einer der Partner bei Automobiles Harris-Léon Laisne war, gründete 1931 das Unternehmen in Nantes zur Produktion von Automobilen. Der Markenname lautete Harris. Im gleichen Jahr endete die Produktion bereits wieder. Insgesamt entstanden nur wenige Fahrzeuge.

## Fahrzeuge
Das einzige Modell war der Six, auch Six 12 CV genannt. Für den Antrieb sorgte ein Sechszylindermotor der Standard Motor Company. Eine Quelle gibt an, dass die Fahrzeuge über Frontantrieb verfügten. Die Vorderradaufhängung entsprach den Modellen von Léon Laisne.